# Renault Magnum
Renault Magnum je tahač vyráběný od roku 1990 do roku 2013 firmou Renault Trucks ve francouzském městě Bourg-en-Bresse. Jeho nástupcem je model Renault T-Truck. Je k dostání v pohonu 4×2, 4×4, 6×2, 6×6. Byly vyrobeny čtyři generace (Magnum AE, Magnum Integral, Magnum Millenium a Magnum New Dimensions) a jedna speciální (ROAD 66). Vůz navrhl designér Marcello Gandini, novinkou byla kabina řidiče s rovnou podlahou. V roce 1991 vůz obdržel ocenění Truck of the Year.

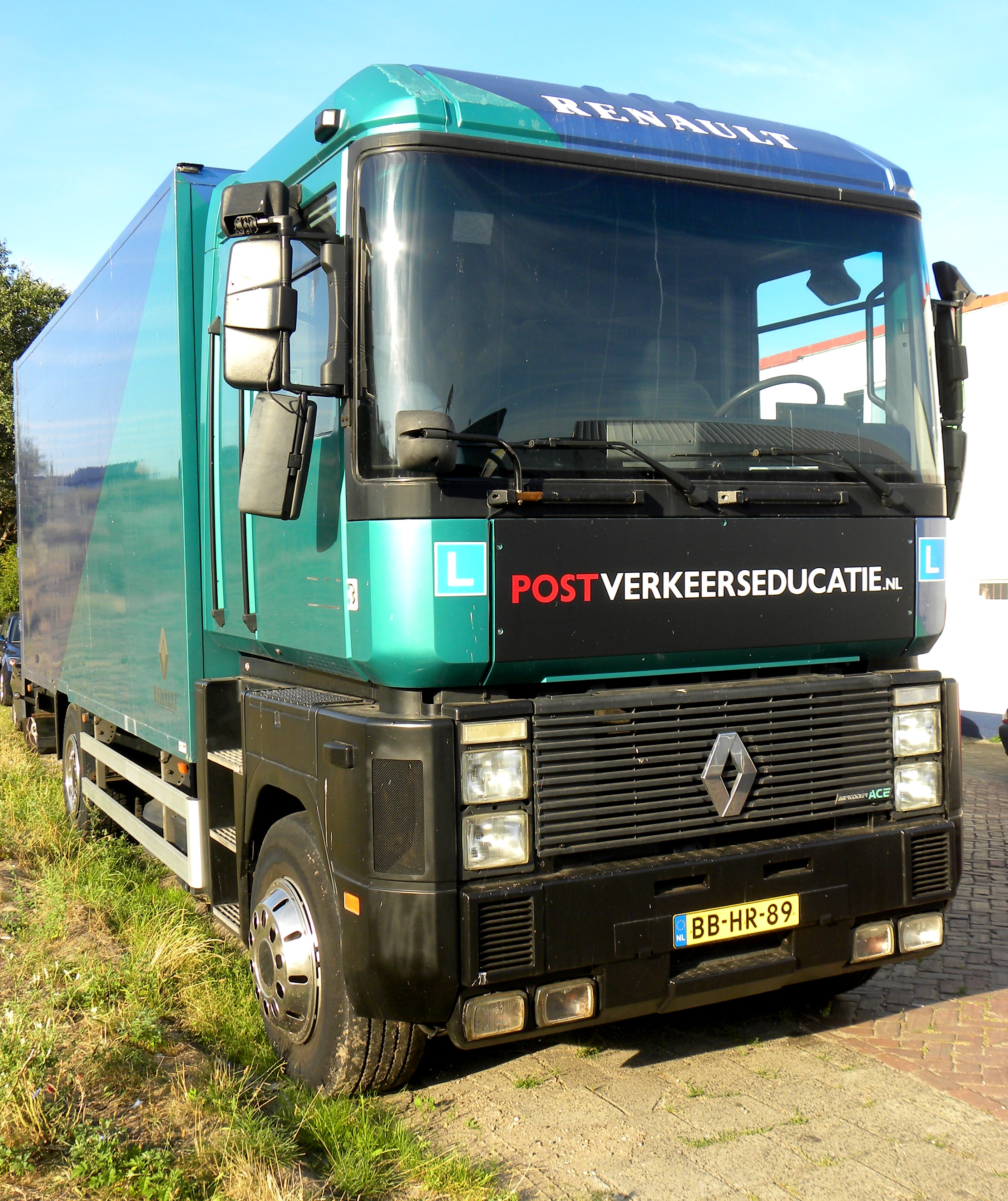
Renault AE Magnum 1990–2001
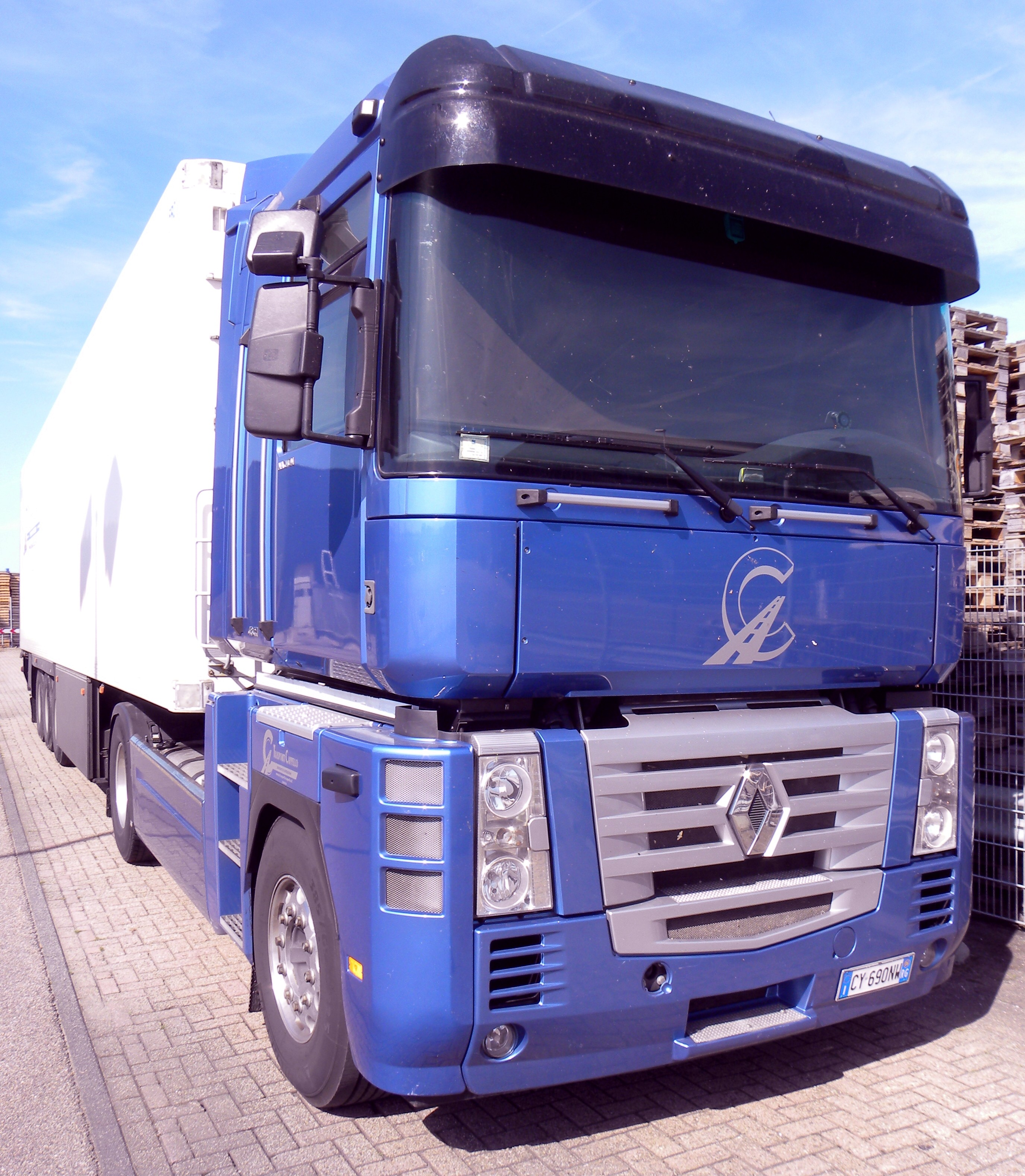
Renault Magnum 2001–2010
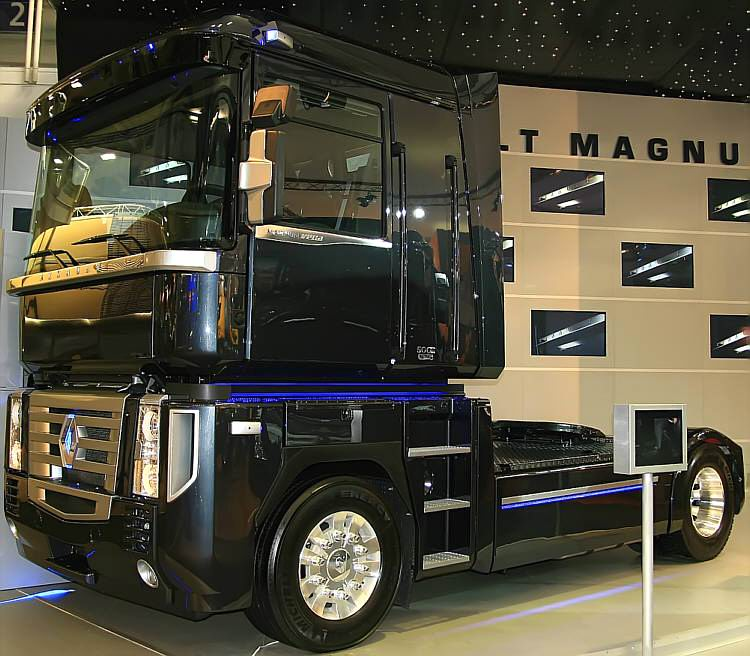
Renault Magnum VEGA DXI 500 hp (2010–2013)